# Xenopus andrei
Xenopus andrei es una especie de anfibio anuro de la familia Pipidae.

## Distribución geográfica
Esta especie es endémica de África central. Se encuentra:
- en el sur de Camerún;
- en el norte de Gabón;
- en el suroeste de la República Centroafricana.[3]

Su presencia es incierta en Guinea Ecuatorial, la República Democrática del Congo y la República del Congo.

## Publicación original
- Loumont, 1983 : Deux especes nouvelles de Xenopus du Cameroun (Amphibia, Pipidae). Revue Suisse de Zoologie, vol. 90, n.º 1, p. 169-177[4]